# Kuzma (Kuzma, Slovenija)
Kuzma (mađarski: Kuzma, prekomurski: Küzdoblani) je naselje i središte istoimene općina u sjevernoj Sloveniji. Kuzma se nalaze u sjevernom dijelu pokrajine Prekmurje na granici s Austrijom.

## Stanovištvo
Prema popisu stanovništva iz 2002. godine Kuzma je imala 376 stanovnika.

## Vanjske poveznice
- Satelitska snimka naselja, plan naselja  Arhivirana inačica izvorne stranice od 29. srpnja 2017. (Wayback Machine)